# Рувензори
Рувензори е малък (дължина 120 km, ширина до 45 km), но живописен планински масив в Централна Африка, разположен на границата между Уганда на изток и Демократична република Конго на запад и между езерата Алберт на север и Едуард на юг.
Въпреки че се намира около самия екватор, най-високите му върхове са постоянно покрити със сняг. 9 от тях са високи над 4900 метра, като най-високият връх Маргарет (Стенли) е висок 5109 m. Други големи върхове са Спик (4890 m), Бейкър (4843 m), Емин (4798 m), Геси (4715 m) и др.

## Геоложки строеж
Рувензори е един от т.нар. „покриви на Африка“ заедно с Килиманджаро и Кения, наречени така, защото са най-високите точки на „черния континент“. За разлика от Килиманджаро и Кения обаче, Рувензори не е вулканична планина. Планината представлява сводово-хорстово издигане, изградено от докамбрийски кристалинни скали, предимно гранити, които са започнали да се издигат преди около 10 млн. г., като преди около 2 млн. г. са се оформили като висока планинска верига.

## Климат
На езика на банту племето бананде Рувензори означава „дъждотворец“. Така Хенри Мортън Стенли кръщава планината, когато я открива през януари 1876 г. Името е напълно заслужено: дъждовете са почти всекидневни и обилни, като количествата в отделни части са над 3000 mm. Най-големи са количествата между месеците октомври и март, като най-високи са те през ноември и декември. Около 300 дни в годината върховете са скрити от надвиснали облаци. Температурите се променят във височина. Докато в подножието на планината те са постоянно високи през цялата година – между 27 и 33°С, то с увеличаването на надморската височина те спадат, докато се стигне до зоната на снеговете и леда на над 4700 m.

## Флора и фауна
Флората и фауната на тази планинска верига са изключително разнообразни. В ниските части до около 2600 m н.в. се простират дъждовни екваториални гори, които частично са заменени с вторични савани. Нагоре преминават постепенно в бамбукови гори, а между 3200 и 4500 m се простират гори от пирени, достигащи до 15 m. В тази висока зона се срещат някои видове лобелия, като отделни видове надвишават 12 m. В сравнение обикновените градински лобелии са не повече от 0.5 m. Причина за гигантските им размери е огромното количество валежи в Рувензори и специфичната почва. Други растения като кръстецът също стигат гигантски размери. Друга причина за този гигантизъм е липсата на други дървесни видове на височина над 3400 m и липсата на конкуренция също помага на тези растения да станат подобни великани. Над 4600 m се разполагат вечни снегове и малки ледници (площ около 5 km²). Малките долинни ледници се спускат до височина около 4200 m.
Животинският свят също е изключително богат. В Рувензори се срещат слонове, множество маймуни, сред които и застрашените планински горили, колобусите, а също и множество папагали, птици-нектарници, гигантската горска свиня – най-едрото диво прасе в света, хамелеони, антилопи, сред които и рядката ситатунга, леопарди, дамани и др. Голяма част от местните животински и растителни видове са ендемити. В района са създадени много национални паркове, с цел да се защити уникалното биоразнообразие, като националните паркове Рувензори и Вирунга. Част от веригата е включена в списъка на световното културно и природно наследство на ЮНЕСКО.

## Откриване
Първият изследовател, достигнал планината Рувензори е Хенри Мортън Стенли през януари 1876 г. По време на пътешествието си край езерото Алберт той забелязва очертанията на планината на хоризонта. В своя дневник пише: „облак със странна форма и изключително красив сребърен цвят прие очертанията на огромна планина, покрита със сняг. Сетих се, че това трябва да е Рувензори“. Стенли бил чувал за Рувензори отпреди това, тъй като за тях легенди се носят още от около 160 г., когато гръцкият математик и географ Птолемей ги описва като „Лунните планини“, мястото, откъдето извира река Нил. Всъщност древните гърци никога не са виждали Рувензори. Информацията, която са имали най-вероятно е получена от етиопски пътешественици, които достигнали района и данните от техните описания достигнали до египтяните и оттам до гърците. През 1906 г. масивът Рувензори за първи път е картографиран от експедицията на италианския дук Абруци Луиджи Савойски. Доказано е и че твърдението на Птолемей, че Нил извира от тази планинска верига, е погрешно.

## Друга информация
- Снимки от Рувензори (на територията на ДР Конго) Архив на оригинала от 2011-07-08 в Wayback Machine.
- 30 снимки от планините Рувензори (на територията на ДР Конго) Архив на оригинала от 2010-04-13 в Wayback Machine.
- Растения и животни в Рувензори
- Галерия – красиви пейзажи от Рувензори[неработеща препратка]